# Mark Miller (Basketballspieler)
Mark Miller (* 15. September 1975 in Chicago, Illinois) ist ein US-amerikanischer Basketballtrainer und ehemaliger -spieler. Als Spieler war Miller erfolgreich in Europa aktiv und gewann 2001 die Auszeichnung als „Most Valuable Player“ (MVP) der höchsten deutschen Spielklasse, Basketball-Bundesliga. Nach dem Ende seiner Spielerlaufbahn wurde er in seiner Heimatstadt Chicago als Trainer tätig.

## Karriere
Miller studierte in seiner Heimatstadt an der University of Illinois at Chicago und spielte drei Spielzeiten von 1995 bis 1998 für die Hochschulmannschaft Flames in der Horizon League der NCAA Division I. Er gehörte zwar nur drei Jahre zur Mannschaft, lag mit 1458 erzielten Punkten aber auf dem siebten Rang der ewigen Korbjägerliste, als er diese 1998 verließ. Mit 154 Ballgewinnen belegte Miller den vier Platz der Bestenliste der University of Illinois at Chicago. Die seit 1981 in der Division I und seit 1994 in der MWCC beziehungsweise Horizon League spielenden Flames gewannen mit Miller 1998 erstmals die Meisterschaft ihrer Conference und konnten sich damit auch erstmals für die landesweite Endrunde qualifizieren, wo sie in der ersten Runde gegen die 49ers der University of North Carolina at Charlotte unterlagen. Miller wurde für seine sportlichen Leistungen bereits fünf Jahre später 2003 in die „Athletics Hall of Fame“ (deutsch Sportler-Ruhmeshalle) seiner Hochschule aufgenommen.
Millers sportliche Erfolge bei den Flames reichten jedoch nicht als Empfehlung für ein Engagement in der Profiliga NBA, daher verließ er sein Heimatland und wurde Profi in Europa. In der Saison 1998/99 war er zunächst beim kroatischen Traditionsverein KK Split aktiv. Die größten Erfolge dieser Mannschaft lagen jedoch schon knapp zehn Jahre zurück, als man vor dem Zerfall Jugoslawiens den europäischen Vereinsbasketball mit drei aufeinanderfolgenden Landesmeistertiteln von 1989 bis 1991 dominierte. Mittlerweile konnte man sich auf heimischen Terrain nicht einmal mehr gegen KK Cibona Zagreb behaupten, das mit dem kroatischen Double 1999 seine achte kroatische Meisterschaft in Folge feierte. Zur Spielzeit 1999/2000 wechselte Miller ins türkische Istanbul und spielte für Fenerbahçe in der Türkiye Basketbol Ligi. Miller absolvierte für den Verein neben sechs Europapokalspielen nur sechs Meisterschaftsspiele, nach drei Auftakterfolgen folgten drei Niederlagen und er wurde Ende Oktober durch seinen beinahe 20 cm kleineren Landsmann Keith Jennings ersetzt.
Trotz des vorzeitig beendeten Engagements in der Türkei nahmen die Telekom Baskets Bonn Miller für die Bundesliga-Saison 2000/01 unter Vertrag. In der höchsten deutschen Spielklasse blühte Miller auf und erzielte durchschnittlich knapp 18 Punkte und fünf Assists pro Spiel. Im Saporta Cup erreichte er mit der Mannschaft auf europäischer Ebene das Viertelfinale, während er mit den Bonnern in der Bundesliga nach einem dritten Platz in der Hauptrunde in die Play-off-Finalserie um die deutsche Meisterschaft einzog, wo man gegen den Serienmeister Alba Berlin, jedoch in drei Spielen sieglos blieb. Miller wurde in einer Fan-Abstimmung zum besten Spieler der gerade abgelaufenen Saison der BBL gekürt. Zur folgenden Saison 2001/02 wechselte er in die französische LNB zu Paris Basket Racing, das er mit Bonn in der Gruppenphase des Saporta-Cups zuvor besiegt und am Weiterkommen gehindert hatte. Der französische Meister von 1997 hatte jedoch seine besten Zeiten schon hinter sich und verpasste in dieser Spielzeit die Play-offs um die französische Meisterschaft. Miller erreichte für die Pariser in 29 Ligaeinsätzen im Schnitt 17,2 Punkte, zudem bereitete er 4,8 Korberfolge seiner Nebenmänner vor.
Im Vorfeld der Saison 2002/03 unterschrieb Miller einen Vertrag in der ersten griechischen Liga A1 Ethniki bei Olympia aus Larisa. Die Saison sollte jedoch für die Thessalier katastrophal als Tabellenletzter enden, Miller selbst wurde erneut bereits nach vier Spielen freigestellt. Im März 2003 kehrte Miller in die französische Liga zurück und schloss sich einem weiteren Verein mit einem großen Namen, der seine besten Zeiten schon hinter sich hatte. Bei Cercle Saint-Pierre aus Limoges, wie KK Split ehemaliger Titelgewinner im Landesmeister-Wettbewerb, absolvierte Miller noch elf Saisonspiele und konnte mit dem Verein auf dem drittletzten Tabellenplatz gerade so eben den erneuten Absturz in die Zweitklassigkeit verhindern. Erst Anfang 2004 hatte Miller ein neues Engagement beim polnischen Vizemeister Trefl aus Sopot. Mit den Ostseestädtern gewann er 2004 erstmals die nationale Meisterschaft, die den Beginn einer Serie von Meisterschaftserfolgen für diesen Verein markieren sollte. In der EuroLeague 2004/05 spielte Miller dann mit dem polnischen Verein erstmals auf höchstem europäischen Vereinsniveau. Etwas überraschend überwand der polnische Neuling die erste Gruppenphase und ließ in seiner Gruppe Traditionsmannschaften wie Olympiakos Piräus, CB Estudiantes und KK Partizan Belgrad hinter sich. In der zweiten Gruppenphase der sechzehn besten Mannschaften Europas war man jedoch chancenlos und kassierte sechs Niederlagen in sechs Spielen. Wegen fortschreitender und wiederkehrender Verletzungsprobleme unter anderem an den Knien fand Miller nach der Verteidigung der polnischen Meisterschaft 2005 kein neues Engagement.
Im August 2009 trat er an der University of Illinois at Chicago eine Stelle als Co-Trainer an. 2010 wurde Miller als Assistenztrainer an der privaten Robert Morris University in seiner Heimatstadt vorgestellt. Die Hochschulmannschaft der Eagles gehört in der College-Liga NAIA zu den führenden Mannschaften im Basketball und hat von 2004 bis 2011 immer mindestens das Viertelfinale erreicht und fünfmal davon das Final-Four-Turnier. Dort war Miller bis 2018 im Amt.